# San Antonio Metzonapa
San Antonio Metzonapa är en ort i Mexiko.   Den ligger i kommunen Ayotoxco de Guerrero och delstaten Puebla, i den sydöstra delen av landet, 190 km öster om huvudstaden Mexico City. San Antonio Metzonapa ligger 410 meter över havet och antalet invånare är 509.
Terrängen runt San Antonio Metzonapa är varierad, och sluttar norrut. Runt San Antonio Metzonapa är det tätbefolkat, med 356 invånare per kvadratkilometer. Närmaste större samhälle är Ciudad de Cuetzalan, 15,2 km väster om San Antonio Metzonapa. Omgivningarna runt San Antonio Metzonapa är en mosaik av jordbruksmark och naturlig växtlighet.